# Etoug-Ebe
Etoug Ebe encore orthographié Etoug-Ebé est un quartier de la ville de Yaoundé, capitale du Cameroun. 
Le quartier est situé dans l'arrondissement de Yaoundé VI et doit sa notoriété en partie au Centre National de Réhabilitation des Personnes Handicapées (CNRPH) 

## Histoire
Etoug Ebe signifie « vieux gouffre béant, vieille fosse ».

## Institutions
Etoug ebe renferme plusieurs institutions, des écoles, lycées, collèges. On peut citer entre autres :
- Le lycée Bilingue d'Etoug ebe